# NRG Energy
NRG Energy est une entreprise américaine de production et de distributions d'énergie.

## Histoire
En décembre 2012, NRG Energy a acquis pour 1,7 milliard de dollars GenOn Energy qui gérait 14 000 MW. Après la fusion NRG, gère 47 000 MW, alimentant environ 40 millions de foyers, avec près de 100 centrales électriques dans 18 États américains différents. NRG détient de plus 44 % dans la centrale nucléaire de South Texas.
En octobre 2013, NRG achète Edison Mission Energy, une filiale d'Edison International, filiale qui gère un parc de production électrique de 8 000 MW, pour 2,64 milliards de dollars. 
En juin 2014, NRG Energy, via sa filiale NRG Yield, acquiert le parc éolien d'Alta pour 870 millions de dollars à des fonds d'investissements.
En juillet 2020, Centrica annonce la vente de sa filiale américaine Direct Energy à NRG Energy pour 3,63 milliards de dollars.
En mai 2025, NRG annonce l'acquisition au fonds d'investissement LS Power d'activités de production d'énergie notamment à partir de gaz naturel représentant une capacité de production de 13 GW pour 12 milliards de dollars.